# Calicina cloughensis
Calicina cloughensis is een hooiwagen uit de familie Phalangodidae. De wetenschappelijke naam van Calicina cloughensis gaat terug op Briggs & Hom.